# Desa Sambakati
Desa Sambakati är en administrativ by i Indonesien.   Den ligger i provinsen Jawa Timur, i den västra delen av landet, 900 km öster om huvudstaden Jakarta. Desa Sambakati ligger på ön Pulau Kangean.